# Vladimir Zafirov
Vladimir Zafirov (in bulgaro Владимир Зафиров?; Sliven, 21 marzo 1983) è un calciatore bulgaro, centrocampista dello Sliven.

## Palmarès
- Coppa di Bulgaria: 1

Beroe: 2012-2013
- Supercoppa di Bulgaria: 1

Beroe: 2013